# Сэки Такакадзу
Сэки Такакадзу (яп. 関孝和, 1642 (?) — 5 декабря 1708), также известный как Сэки Кова (яп. 関 孝和 сэки ко:ва) — японский математик периода Эдо. Основатель японской математической школы — занимался изучением алгебры, дифференциальными и интегральными уравнениями. Открыл ряд теорем и ввёл понятия, которые вскоре стали известны на Западе: числа Бернулли (1712), результант и детерминант (1683). Автор многих математических трудов и сложных задач. 
Современник Лейбница и Ньютона. Прозван последователями «мудрейшим математиком» (яп. 算聖).
Псевдоним — Дзиютэй (яп. 自由亭).

## Биография

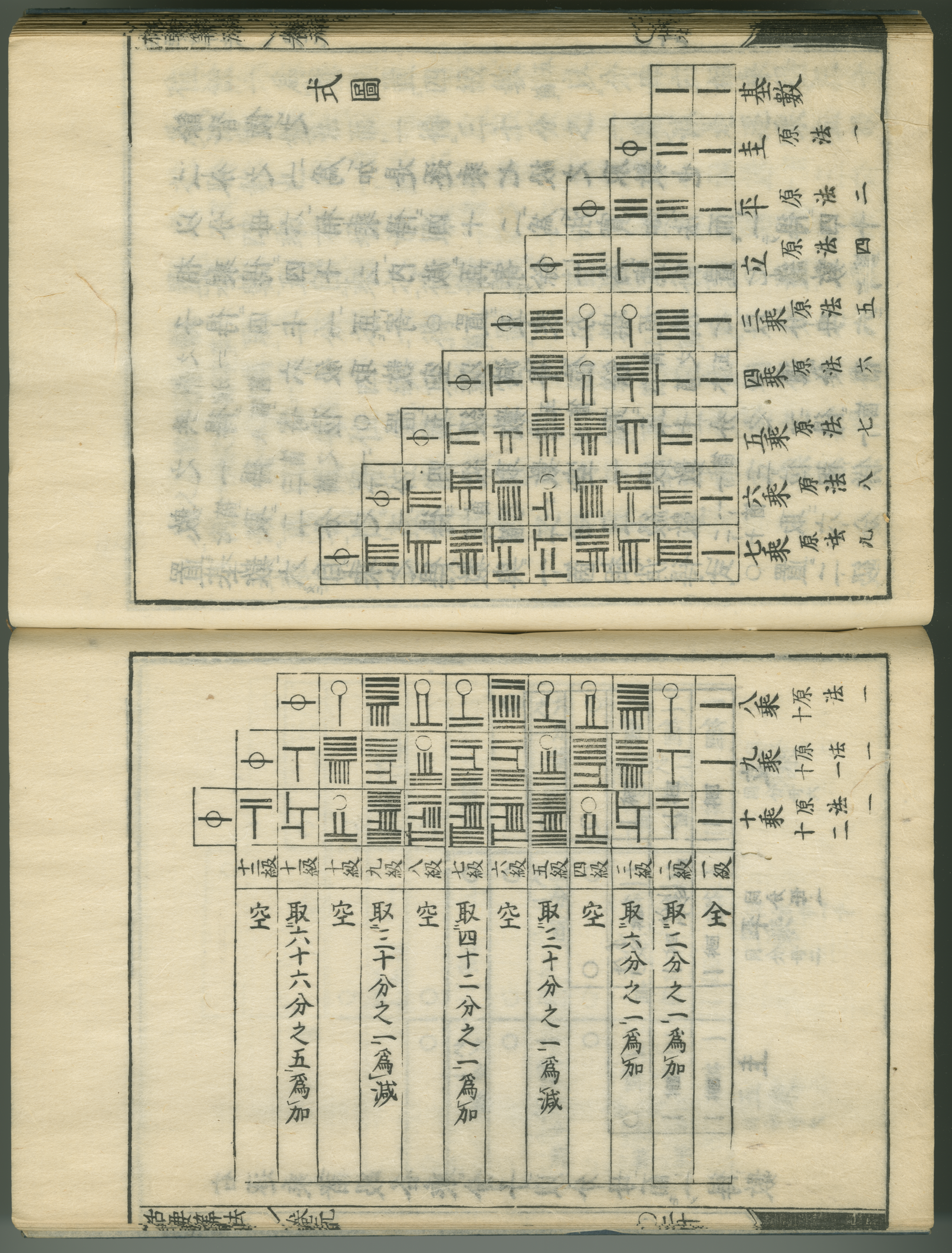
Страницы из работы Сэки Такакадзу о числах Бернулли (1712)

Сэки Такакадзу родился около 1642 года в самурайской семье. Его отец, Утияма Нагааки, служил офицером Императорского советника Токугавы Таданаги и охранником 3-го сёгуна Токугавы Иэмицу. Семейное гнездо Утиям находилось в посёлке Фудзиока префектуры Кодзукэ, на территории современной префектуры Гумма. В юности Такакадзу отдали приёмным сыном к самурайскому роду Сэки, в связи с чем он сменил свою фамилию.
В 20-летнем возрасте Такакадзу поступил на службу инспектором бухгалтерии в провинции Каи к Токугаве Цунасигэ и его сыну Цунатоё, который позже стал 6-м сёгуном Токугавой Иэнобу. В 1704 году, после назначения Цунатоё наследником 5-го сёгуна Токугавы Цунаёси, Такакадзу стал прямым вассалом сёгуната и вместе со своим сюзереном переехал в замок Эдо. Бывшего инспектора назначили на должность младшего главы сёгунских хранилищ и дали годовой доход в 250 мешков риса вместе с 10 слугами. Однако в 1706 году Такакадзу был вынужден оставить должность из-за болезни, от которой умер бездетным 5 декабря 1708 года. Его похоронили в усыпальнице рода Утияма, монастыре Дзёрин-дзи, на территории современного квартала Бэнтэн района Синдзюку в Токио.
Точных сведений о том, где Сэки Такакадзу обучался математике, нет. По преданию он изучил точные науки сам по учебнику математики «Записи о безграничной вечности» (яп. 塵劫記 дзинко:ки) 1627 года авторства Ёсиды Мицуёси. К 30 годам Такакадзу издавал одно за другим качественные пособия по математике, такие как «Задачи по математике» (яп. 算法闕疑抄 Сампо: гэцугисё:) или «Счёты» (яп. 算俎 сансо), которые свидетельствуют, что он часто обращался к «Записям». Вероятно, Такакадзу также изучал старые китайские работы по арифметике, какие были доступны в Японии. Его первым выходом на математическую арену было издание в 1674 году монографии «Утончённая математика» (яп. 発微算法 хацуби сампо:), в которой он дал ответ на задачу, поставленную в работе «Древние и современные способы вычисления» (яп. 古今算法記) Савагути Кадзуюки.